# Elisabetta de Gambarini

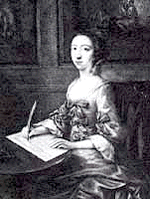
Elisabetta de Gambarini, 1748

Elisabetta de Gambarini, auch Elizabeth Gambarini, Elisabetta Gambarini und Elisabetta Gamberini (* 7. September 1730 in Marylebone, Middlesex; † 9. Februar 1765 in Westminster, London), war eine englische Komponistin, Mezzosopranistin, Organistin, Cembalistin, Pianistin, Dirigentin und Malerin. Gambarinis Musik wird dem Spätbarock und der Klassik zugeordnet. Sie erlangte Berühmtheit als Musikerin, da sie sowohl für eine Vielzahl an Instrumenten komponierte als auch spielte und sang. Gambarini war die erste Komponistin im Königreich Großbritannien, die eine Sammlung von Werken für Tasteninstrumente veröffentlichte.

## Leben
Elisabetta de Gambarini war das dritte von vier Kindern von Charles Gambarini († 1754), einem italienischen Adeligen aus Lucca, der Berater des Landgrafen von Kassel war. Ihre Mutter Joanna (Giovanna Paula) Stradiotti († 1774) stammte aus Dalmatien. Ihre Geschwister starben noch im Kindesalter.
Am 20. März 1764 heiratete Elisabetta in der Kirche St Martin-in-the-Fields Etienne Chazal, über den nichts weiter bekannt ist. Sie gab im März ein Konzert unter ihrem neuen Namen Chazal und verstarb ein Jahr später in ihrem Haus in Castle Court, Strand. Sie wurde am 14. Februar in der Kirche St James’s in Westminster begraben.
Laut Nachlass ihrer Mutter hatte sie eine Tochter namens Giovanna Georgiana Chazal, über die ebenfalls nichts bekannt ist. Es ist möglich, aber nicht gesichert, dass Gambarini während oder nach der Geburt verstarb.

## Musikalisches Schaffen
Über ihre musikalische Ausbildung ist wenig bekannt, möglicherweise war sie eine Schülerin von Francesco Geminiani. Im 18. Jahrhundert nahmen in Großbritannien vermehrt Frauen am Musikleben teil. Gambarini begann ihre Karriere als Sängerin in Georg Friedrich Händels Occasional Oratorio (1746–1747).
Sie sang 1747 die Israelitin in der Uraufführung von Judas Maccabaeus und trat 1747 in Joseph and his Brethren (deutsch: Joseph und seine Brüder) auf. Ihr Name ist ebenfalls auf der Partitur von Händels Samson und Messiah verzeichnet, die Daten der Aufführungen sind unbekannt.
1748 gab sie ein eigenes Benefizkonzert und sang und spielte eigene Kompositionen auf der Orgel. Zudem gab sie ihre zwei ersten Musikbände heraus. Sie war die erste britische Komponistin, die eine Sammlung von Werken für Tasteninstrumente herausgab. 1748 wurde als ihr Opus 1 The Six Sets of Lessons for the Harpsichord („Sechs Etüdensammlungen für Cembalo“) veröffentlicht, das sie der Viscountess Howe von Irland widmete.
Ihre Musik wurde von vielen wahrgenommen, darunter berühmten Musikern wie Georg Friedrich Händel und Francesco Geminiani. Ebenfalls 1748 veröffentlichte sie Lessons for the Harpsichord Intermix’d with Italian and English Songs („Etüden für Cembalo kombiniert mit italienischen und englischen Liedern“), gewidmet dem Prince of Wales. 1750 folgte die Veröffentlichung von XII English & Italian Songs, for a German flute and Thorough Bass… Opera III („Zwölf englische und italienische Lieder für Traversflöte und Generalbass“), hauptsächlich komponiert für Holzblasinstrumente und dem Herzog von Marlborough gewidmet.
Während ihrer gesamten Karriere trat Gambarini am Haymarket Theatre und der großen Konzerthalle in der Dean Street im Londoner Stadtteil Soho auf. Später gab sie verschiedene Benefizkonzerte, in denen sie als Sängerin, Cembalistin, Organistin und mit eigenen Kompositionen auftrat. Während eines ihrer Benefizkonzerte führte sie Francescos Geminianis The Inchanted Forest auf, weshalb sie von manchen für eine seiner Schülerinnen gehalten wird.

## Kompositionen
- Six Sets of Lessons for the Harpsichord (Op. 1), 1748 (Sechs Sammlungen von Etüden fürs Cembalo)
- Lessons for the Harpsichord Intermix’d with Italian and English Songs (Op. 2), 1748 (Etüden fürs Cembalo gemischt mit italienischen und englischen Liedern)
- XII English & Italian Songs, for a German flute and Thorough Bass...Opera III (12 englische und italienische Lieder für Traverso und Generalbass ... Opus 3)
- War March („Kriegsmarsch“)
- Victory („Sieg“) für Stimme und Orgel
- Forest Scene („Waldszene“) für Horn und Pauke.
- Tho Mars, Still Friends to France
- The Friendly Wish („Der freundlische Wunsch“)
- Forgive Ye Fair
- Honour, Riches, Marriage-Blessing („Ehre, Reichtum, Ehesegen“) aus Der Sturm (Shakespeare)
- Ouverture für Hörner
- Ouverturen
- Orgel-Konzerte
- Soli für Klavier und Violine
- Ode für Chor

## Aufnahmen
- 18th Century Women Composers - Music for Solo Harpsichord. Vol. 1. Barbara Harbach, Cembalo. Gasparo Records GSCD-272 (1995).
- Anthony Noble: Elizabeth Gambarini: Complete Works for Harpsichord. Herald Records HAVPCD 244 (2000)